# Даніель Вілкінсон
Даніель Вілкінсон (1845 — 21 листопада, 1885) останній чоловік якого було страчено в штаті Мен . Був повішений за вбивство офіцера поліції пограбування зі зломом в місті Бат.
Рано вранці 4 вересня 1883 року, Вілкінсон та його співучасник Джон Евітт були затримані при спробі вломитися до D.C. Gould Ship Chandlery and Provision Store в місті Бат. Вілкінсон та Евітт кинулись навтьоки від офіцера, по дорозі вони зіткнулися з констеблем Вільямом Лоуренсом. Вілкінсон вистрелив Лоуренсу в голову з револьвера, калібру 32.
Вілкінсон був арештований в місті Банґор менше ніж через тиждень 11 вересня, 1883 та обвинувачений в вбивстві. Виявилося що Вілкінсон втік з в'язниці. А Евітт сховався в Англії. 4 січня 1884 року в верховному суді міста Бат розпочалося слухання справи Вілкансона. Суд присяжних схвалив обвинувачення в убивстві першого ступеня, 7 січня 1884 суд засудив його до смертної кари.
Смертний вирок було проведено в в'язниці штату Мен міста Томастон 21 листопада 1885 року.